# Partit de la Mare Pàtria (Azerbaidjan)
El Partit de la Mare Pàtria (en àzeri: Ana Vətən Partiyası) és un partit polític conservador nacionalista azerbaidjanès. Els seus membres són principalment d'azerbaidjanesos que es van originar a Armènia. Fou fundat el 1990 per Fezail Agamali antic viceministre de protecció social nascut a Armènia, i és el seu cap. A les eleccions parlamentàries azerbaidjaneses de 2010 el partit va obtenir l'1,4% dels vots i 2 escons d'un total de 125 escons a l'Assemblea Nacional de la República de l'Azerbaidjan.